# Неругал, Евгений
Евге́ний Не́ругал (латыш. Jevgēņijs Ņerugals; 26 февраля 1989, Даугавпилс) — латвийский футболист, вратарь латвийского клуба РФС.

## Биография
Евгений Неругал является воспитанником даугавпилсской «Даугавы» (ранее именовался «Диттон»). В 2008 году он был впервые заявлен за основной состав «Даугавы», как третий вратарь.
В сезоне 2009 года, после объединения «Даугавы» с «Динабургом», Евгений Неругал был заявлен за последний, хотя в основном играл в Первой лиге, за дублирующий состав «Динабурга» — «Даугаву».
После дисквалификации «Динабурга» Латвийской футбольной федерацией, Евгений Неругал полностью вернулся в свой родной клуб «Даугава».
Дебютный матч Евгения Неругала в основном составе «Даугавы» состоялся 7 июля 2011 года в Норвегии против клуба «Тромсё», в ответном матче первого квалификационного раунда Лиги Европы УЕФА 2011/12. А 24 июля того же года, в матче против рижского «Олимпа», он дебютировал в Высшей лиге Латвии.
После своих дебютов, о Евгении Неругале позитивно высказались, как, в то время исполняющий обязанности главного тренера, Сергей Погодин, так и, вскоре назначенный главным тренером «Даугавы», Леонид Назаренко.
После грубейшей ошибки Мариса Элтерманиса в игре с «Юрмалой», которую «Даугава» проиграла со счётом 1:2, основным вратарём команды стал Евгений Неругал.

## Достижения
- Чемпион Латвии (2): 2012, 2017.
- Бронзовый призёр чемпионата Латвии (2): 2011, 2013.
- Обладатель Суперкубка Латвии (1): 2013.
- Обладатель Зимнего кубка Высшей лиги (1): 2013.